# ليفربول
ليفربول (بالإنجليزية: Liverpool) هي مدينة ومنطقة حضرية تقع في مرزيسايد في شمال غرب إنجلترا، بلغ عدد سكانها في عام 2022 ما يقارب 500,500 نسمة. تعد المدينة جزءًا من منطقة حضرية أوسع تحتل المرتبة الخامسة كأكبر منطقة حضرية في المملكة المتحدة بعدد سكان يبلغ 2,24 مليون نسمة. تقع مدينة ليفربول الساحلية التاريخية على الجانب الشرقي من مصب نهر ميرزي بجوار البحر الأيرلندي. لعبت ليفربول دورًا هامًا في الثورة الصناعية في بريطانيا العظمى وكانت مركزًا حيويًّا للتجارة. احتفلت المدينة بالذكرى الـ 800 لتأسيسها في عام 2007 وحصلت على لقب عاصمة الثقافة الأوروبية لعام 2008. وكان الفضل في فوزها في اللقب هو إطلاقها للنهضة الاقتصادية في المنطقة.
تقع مدينة ليفربول ضمن حدود هاندريد في وست ديربي القديمة في مقاطعة لانكشر التاريخية. تحولت إلى منطقة عام 1207، ثم أصبحت مدينة في عام 1880، ثم أصبحت منطقة مقاطعة مستقلة عن مجلس مقاطعة لانكشر المنشأ حديثًا في عام 1889، وكان نموها كميناء رئيسي موازيًا لتوسع المدينة طوال الثورة الصناعية، وإلى جانب البضائع العامة والشحن والمواد الخام مثل الفحم والقطن، عمل التجار في تجارة الرقيق. في القرن التاسع عشر، برزت ليفربول كميناء انطلاق رئيسي للمهاجرين الإنجليز والأيرلنديين المتجهين إلى أمريكا الشمالية. كانت المدينة موطنًا لشركات الشحن الشهيرة مثل كونارد لاين ووايت ستار لاينز، وبمثابة ميناء تسجيل لسفن المحيط الشهيرة مثل آر إم إس تيتانيك، وآر إم إس لوسيتينيا، وآر إم إس كوين ماري، وآر إم إس كوين إليزابيث، آر إم إس أوليمبيك.
تمتلك ليفربول ثاني أكبر عدد من المعارض الفنية والمتاحف الوطنية والمباني والمتنزهات المدرجة في المملكة المتحدة؛ ولا تتفوق عليها سوى العاصمة لندن في هذا الصدد. تضم مدينة ليفربول البحرية التجارية السابقة معالم مميزة مثل بيير هيد وألبرت دوك وشارع ويليام براون . حصلت عدة مناطق في وسط مدينة ليفربول على تصنيف مواقع التراث العالمي من عام 2004 حتى عام 2021؛ ووصفت المجموعة الواسعة من المتنزهات والمساحات المفتوحة في المدينة بأنها "الأكثر أهمية في البلاد" من قبل سجل إنجلترا للمتنزهات التاريخية والحدائق ذات الأهمية التاريخية الخاصة. في عام 2019، احتلت ليفربول المرتبة الخامسة بين أكثر المدن زيارة في المملكة المتحدة. وتشتهر بثقافتها وهندستها المعمارية ووسائل النقل.
ترتبط المدينة ارتباطًا وثيقًا بالرياضة والفنون وخاصة الموسيقى. ففي مجال الرياضة، تشتهر المدينة بأنها موطن فرق الدوري الإنجليزي لكرة القدم كنادي ليفربول وإيفرتون، حيث تُعرف المباريات التي تجمع بين الفريقين باسم ديربي ميرسيسايد. كما يقام في المدينة سباق الخيل الوطني الكبير السنوي على مضمار سباق أينتري. ترتبط أهمية ليفربول بالنسبة لموسيقى البوب بشكل جوهري بشعبية ونجاح فرقة البيتلز، التي تعتبر على نطاق واسع الفرقة الأكثر تأثيرًا على الإطلاق. واصلت ليفربول إنتاج موسيقيين بارزين، حيث أصدر الموسيقيون من المدينة 56 أغنية فردية، أي أكثر من أي مدينة أخرى في العالم. تتمتع المدينة أيضًا بسمعة طويلة الأمد في عدد الممثلين والممثلات والفنانين والرياضيين والكوميديين والصحفيين والروائيين والشعراء.
يُشار إلى سكان ليفربول الأصليين (وبعض المقيمين منذ فترة طويلة من أماكن أخرى) رسميًا باسم "Liverpudlians" ولكن يُطلق عليهم عادةً اسم "سكوزرز" في إشارة إلى السكوز، وهو حساء محلي يحظى بشعبية لدى البحارة في المدينة؛ السكوز هو أيضًا الاسم الأكثر شيوعًا في لهجة ليفربول. تاريخيًا اجتذبت مكانة ليفربول كمدينة ساحلية مجموعة متنوعة من السكان من مجموعة واسعة من الثقافات، في المقام الأول من أيرلندا والنرويج وويلز. كما تعد المدينة موطن لأقدم مجتمع أسود في المملكة المتحدة وأقدم مجتمع صيني في أوروبا.

## أصل التسمية
يأتي الاسم من الكلمة الإنجليزية القديمة lifer، والتي تعني المياه الكثيفة أو الموحلة، وpōl، والتي تعني بركة أو جدول، وسُجل الاسم لأول مرة حوالي عام 1190 باسم ليفربول Liuerpul. وفقًا لقاموس كامبريدج لأسماء الأماكن الإنجليزية. قد يشير المكان الذي يظهر باسم ليربول Leyrpole، في سجل قانوني يعود إلى عام 1418، إلى ليفربول أيضًا. واقتُرح أصول أخرى للاسم، بما في ذلك إلفربول elverpool، وهي إشارة إلى العدد الكبير من ثعابين البحر في ميرزي. سُجلت صفة «ليفربول» لأول مرة في عام 1833.
على الرغم من أن الأصل الإنجليزي القديم لاسم ليفربول لا جدال فيه، هناك ادعاءات في بعض الأحيان بأن اسم ليفربول من أصل ويلزي، لكن هذه الادعاءات لا أساس لها. الاسم الويلزي لليفربول هو ليربول Lerpwl، وهو مشتق من شكل محلي إنجليزي سابق وهو ليربول Leerpool. وهذا اختصار لشكل ليفربول Leverpool مع فقدان الحرف الفاصل بين الكلمات [v] (مثل أسماء وكلمات إنجليزية أخرى كـ دافنتري Daventry ودانتري Danetry).
في القرن التاسع عشر، استخدمت بعض المنشورات الويلزية اسم ليئربول «Lle'r Pwll» مكان بركة السباحة، وهو إعادة تفسير لليربول Lerpwl، ربما بسبب الاعتقاد بأن ليئربول كان الشكل الأصلي.
يوجد اسم آخر معروف على نطاق واسع حتى اليوم هو لينلايفياد Llynlleifiad، وهو أيضًا اسم صاغه السكان في القرن التاسع عشر. تعني لين بركة سباحة، ولكن لا تملك لايفياد معنى واضح. يحاول جي ميلفيل ريتشاردز (1910-1973)، وهو رائد في مجال الأسماء الجغرافية العلمية في ويلز، في كتابه «أسماء الأماكن في شمال ويلز»، ويفسر ذلك بأن كلمة لايفياد تُستخدم كمعادل ويلزي لكلمة كبد Liver.

## التاريخ

### التاريخ المبكر
في العصور الوسطى، كانت ليفربول موجودة في البداية كأرض زراعية داخل منطقة وست ديربي هاندرد قبل أن تتوسع لتصبح بلدة صغيرة من المزارعين والصيادين والتجار وقاعدة عسكرية تكتيكية للملك جون ملك إنجلترا. بُنيت البلدة بقلعتها الخاصة، على الرغم من أن نمو وازدهار البلدة توقفا بسبب تفشي الأمراض وتبعيتها لميناء تشيستر الروماني القريب حتى أواخر القرن السابع عشر وأوائل القرن الثامن عشر. حدث نمو كبير في منتصف وأواخر القرن الثامن عشر عندما أصبحت المدينة الميناء الأوروبي الأكثر انخراطًا في تجارة العبيد عبر الأطلسي.
أعلنت رسائل براءة التمليك للملك جون عام 1207 عن تأسيس بلدة ليفربول (التي كانت تُكتب آنذاك ليووربول). لا يوجد دليل على أن المكان كان مركزًا لأي تجارة في السابق. ربما كان إنشاء البلدة بسبب قرار الملك جون بأنها ستكون مكانًا مناسبًا لشحن الرجال والإمدادات لحملاته الأيرلندية، وخاصة حملة جون الأيرلندية عام 1209. يُقال إن مخطط الشوارع الأصلي لليفربول صممه الملك جون في نفس الوقت تقريبًا الذي مُنحت فيه ميثاقًا ملكيًا، مما جعلها بلدة. خُططت الشوارع السبعة الأصلية على شكل صليب مزدوج: شارع بانك (شارع ووتر الآن)، وشارع كاسل، وشارع تشابل، وشارع ديل، وشارع جوجلر (شارع هاي الآن)، وشارع مور (شارع تيثبارن الآن) وشارع وايتيكر (شارع أولد هول الآن). بُنيت قلعة ليفربول قبل عام 1235، وظلت قائمة حتى هُدمت في عشرينيات القرن الثامن عشر. وبحلول منتصف القرن السادس عشر، كان عدد السكان لا يزال حوالي 600 نسمة، على الرغم من أن هذا العدد ربما انخفض من ذروة سابقة بلغت 1000 نسمة بسبب تباطؤ التجارة وتأثيرات الطاعون.
في القرن السابع عشر، كان هناك تقدم بطيء في التجارة ونمو السكان. دارت معارك للسيطرة على المدينة خلال الحرب الأهلية الإنجليزية، بما في ذلك حصار قصير في عام 1644. في عام 1699، وهو نفس العام الذي أبحرت فيه أول سفينة عبيد مسجلة، ليفربول ميرشانت، إلى إفريقيا، أصبحت ليفربول أبرشية بموجب قانون برلماني. ولكن يمكن القول إن التشريع الصادر عام 1695 الذي أصلح مجلس ليفربول كان أكثر أهمية لتطورها اللاحق. منذ العصر الروماني، كانت مدينة تشيستر القريبة على نهر دي الميناء الرئيسي للمنطقة على البحر الأيرلندي. ولكن مع بدء تراكم الغرين في نهر دي، أصبحت التجارة البحرية من تشيستر أكثر صعوبة وتوجهت أكثر نحول ليفربول على نهر ميرسي المجاور. بُنيت أول أرصفة ليفربول في عام 1715، ونما نظام الأرصفة تدريجيًا إلى نظام مترابط كبير.
مع تفوق التجارة من جزر الهند الغربية، بما في ذلك السكر، على تجارة أيرلندا وأوروبا، ومع استمرار تراكم الطمي في نهر دي، بدأت ليفربول في النمو بسرعة متزايدة. بُني أول رصيف تجاري في ليفربول عام 1715. ساعدت الأرباح الكبيرة من تجارة الرقيق والتبغ المدينة على الازدهار والنمو السريع، على الرغم من أن العديد من الرجال المحليين البارزين، بما في ذلك ويليام راثبون وويليام روسكو وإدوارد راشتون، كانوا في طليعة حركة إلغاء العبودية المحلية.

## أهمية المدينة
تجارياً تعد مدينة ليفربول منفذاً لتجارة وسط وغرب إنجلترا. وتوجد فيها جامعة ليفربول من أعرق الجامعات البريطانية أسست في عام 1881 . وجامعة جون موريس، أما رياضياً فيوجد فيها ناديين تأريخيين وهما نادي ليفربول، ملعبه ملعب أنفيلد، وهو أكثر الأندية الإنجليزية شعبية، والآخر نادي ايفرتون، وملعبه الغوديسون بارك، كما تشتهر المدينة بفرقة البيتلز الموسقية، وسفينة التايتنك. ويوجد في المدينة مطار جون لينون.

## المناخ
يتنوع مناخ مدينة ليفربول كباقي مدن بريطانيا، فهو خليط بين الطقس الماطر، المشمس، العاصف والغائم على مدار السنة. حيث يكون الصيف دافئاً ومشمساً بين شهري يوليو وأغسطس، بينما الشتاء فهو بارد ورطب وذلك بين يناير وفبراير. تتراوح درجات الحرارة بين 20 درجة مئوية في فصل الصيف و4 درجات مئوية في فصل الشتاء.

## الاقتصاد
كان لليفربول دوراً مهماً طوال الثورة الصناعية، فكانت من المدن العالمية الرائدة في مجال إنتاج القطن، كما أنشأ فيها أول خط للسكك الحديدية بين المدن في العالم، وتعد من المدن التجارية المهمة حالياً.

## الأماكن السياحية
- كاتدرائية ليفربول
- مسجد الرحمة الذي أسسه المحامي البريطاني وليام عبد الله كوليام في 25 ديسمبر لعام 1889 م

## التعليم
أهم مرافقها التعليمية:
- جامعة ليفربول هوب التي تأسست عام 1844.
- جامعة ليفربول.
- جامعة جون موريس.
- كلية ليفربول للدراسات الدولية تاسست عام 2003

## عاصمة الثقافة الأوروبية
تم اختيار ليفربول لتكون عاصمة الثقافة الأوروبية عام 2008.

## روابط خارجية
- ليفربول على موقع الموسوعة البريطانية (الإنجليزية)